# Henrique da Silva
Luis Henrique da Silva (Limoeiro (Pernambuco),1 de setembro de 1989) é um brasileiro praticante de  MMA (artes marciais mistas), que disputa o cinturão dos meio pesados, divisão do Ultimate Fighting Championship.

## Início
Iniciou sua formação em diversas modalidades de artes marciais quando jovem. Ele, em seguida, iniciou o treinamento em Muay Thai e Jiu-jitsu, antes de fazer a transição para artes marciais mistas, em 2011.
Aluno de Jiu Jitsu do Mestre Eugênio "Miague", inicio seus treinos na academia Clube da Luta 2008, conquistando alguns campeonatos na arte suave em 2013 com o fechamento da academia Clube da Luta passou a treinar na Elite Combat com o Mestre Mailon Vidal no qual passou a se dedicar mais ao Muay Thai, conquistando diversos campeonatos, inclusive o campeonato brasileiro de Muay Thai.

## Carreira no MMA
Fez sua estréia profissional no MMA em dezembro de 2013. Ele conseguiu manter-se invicto POR DEZ LUTAS, competindo principalmente em diversos eventos regionais no Norte do Brasil , antes de assinar com o UFC, em 2016.

### Ultimate Fighting Championship
Fez sua estréia contra Jonathan Wilson , em 4 de junho de 2016, no UFC 199. Ele ganhou a luta, NOCAUTE técnico no segundo round.
Na próxima luta, enfrentou Joachim Christensen em 1 de outubro de 2016, no UFC Fight Night 96. Ele venceu a luta por finalização no segundo round.
Enfrentou Paul Craig em 17 de dezembro de 2016, no UFC on Fox 22. Ele perdeu a luta por finalização no segundo round.
Enfrentou o novato Jordan Johnson em 28 de janeiro de 2017, no UFC on Fox 23. Ele perdeu a luta por decisão unânime.
Enfrentou Íon Cuțelaba em 11 de junho de 2017, no UFC Fight Night 110. Ele perdeu a luta por nocaute no primeiro round.
Enfrentou o novato Gökhan Saki em 23 de setembro de 2017, no UFC Fight Night 117. Ele perdeu a luta por nocaute no primeiro round.